# Blue Cadet-3, Do You Connect?
Blue Cadet-3, Do You Connect? è il primo EP del gruppo musicale statunitense Modest Mouse, pubblicato nel 1994.

## Tracce
1. Blue Cadet-3, Do You Connect? – 1:09
2. Dukes Up – 2:24
3. Woodgrain – 0:30
4. It Always Rains on a Picnic – 3:01
5. 5,4,3,2,1… Lisp Off – 0:30

## Formazione
- Isaac Brock – chitarra, voce
- Jeremiah Green – batteria
- Dann Gallucci – chitarra
- John Wickhart – basso